# Кощаковская волость
Кощаковская волость (тат. قۈشچاق ۋولىٰسىٰ, Кошчак вулысы) — административно-территориальная единица в составе Казанского уезда Казанской губернии и Арского кантона Татарской АССР.
Волостное правление и квартира полицейского урядника находились в селе Кощаково. На 1910-е годы граничила с Кулаевской, Столбищенской, Воскресенской, Собакинской волостями Казанского уезда и Черемышевской волостью Лаишевского уезда.
Волость возникла не позднее 1870 года в составе Казанского уезда Казанской губернии. С 1920 года в составе Арского кантона Татарской АССР. На 1923 год волость состояла из 18 сельсоветов: Приютовский, Чебаксинский, Угрюмовский, Кощаковский, Починковский, Пановский, Пермяковский, Вознесенский, Тверитиновский, Шигалеевский, Шигалеевский 1-й, Шигалеевский 4-й, Шемелкинский, Кабачищенский, Самосыровский, Царёвский, Черниковский и Чернопенский.
В 1924 году упразднена, бо́льшая часть вошла в состав Калининской волости; селения Еленовка, Тверитиновка, Шемелка, Шигали 1-е, 2-е, 3-е, 4-е, 5-е, 6-е, 1-й и 2-й Починок вошли в состав Пестречинской волости, а селения Кощаково, Вознесенское, Кабачищи, Чернопенье, Самосырово, Званка, Черниково, Ново-Царёво 1-е, 2-е и 3-е — в состав Воскресенской волости.